# Fényjelző lőszer

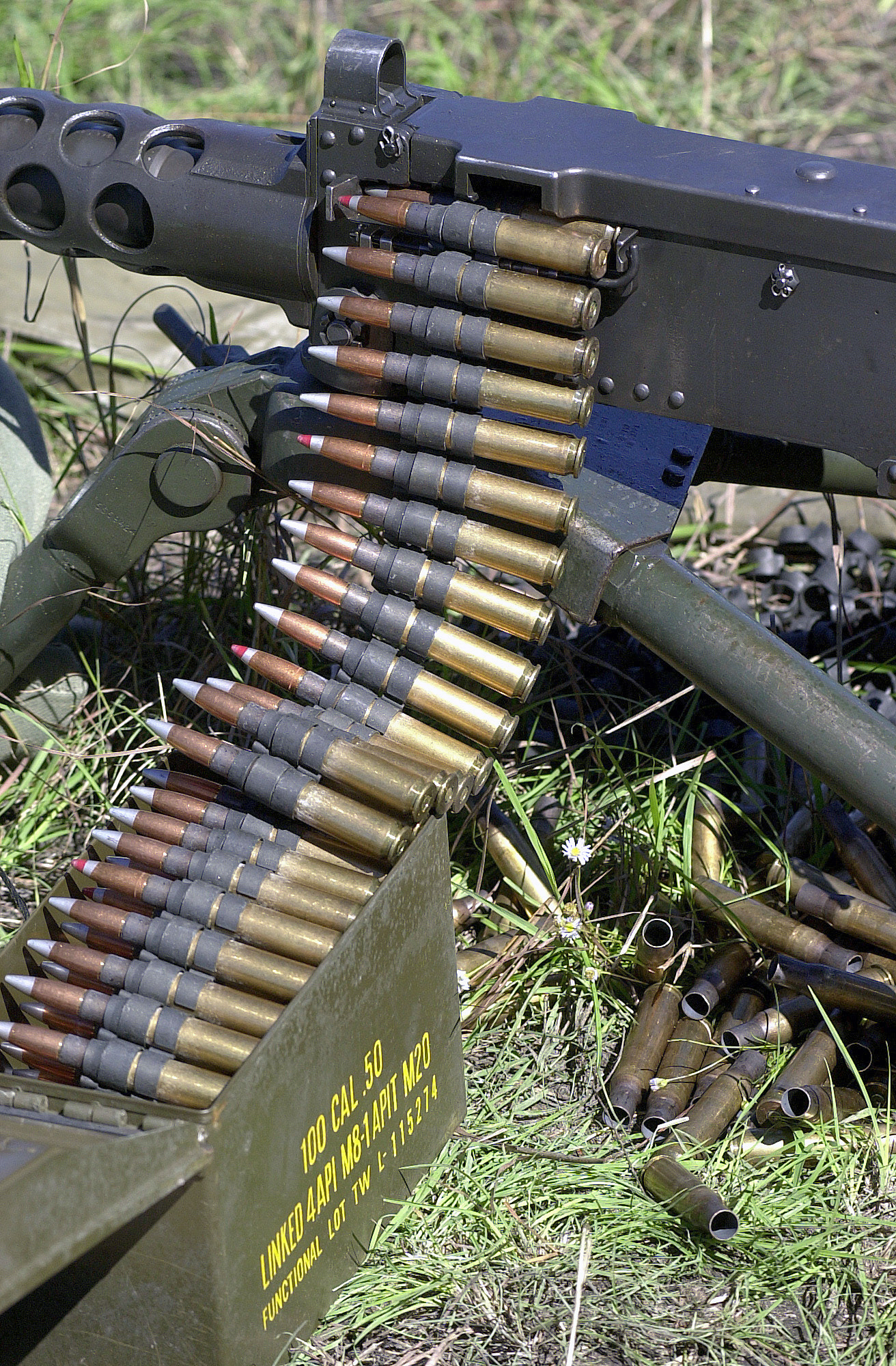
M2HB Browning géppuska és a betöltött töltényheveder. Jól látható az M8 típusú fényjelző lőszerek végén a piros csúcsjelzés, közvetlenül az ezüst végű M20 típusú páncéltörő-gyújtó lövedékű lőszersorok mellett. A fényjelző lövedékek segítségével a rövid, vagy nagy lövésszámú sorozatok találati valószínűségét lehet tüzelés közben helyesbíteni

A fényjelző lőszer olyan élestöltény, vagy tüzérségi lövedék, mely a lövedéktest fenékrészébe, vagy fenékgyújtójába szerelt kisebb pirotechnikai töltet segítségével a lövedéket a röppályáján fényhatással jelöli meg. Ezt a töltetet az elégő lőpor lobbantja fel. Mivel a pirotechnikai elegy rendkívül fényesen ég, a lövedék röppályája szabad szemmel is láthatóvá válik, fényes nappal is. Ezáltal lehetőség van az irányzás tüzelés közbeni helyesbítésére és a célmegjelölésre anélkül, hogy a lövedék becsapódását az irányzékon keresztül kellene figyelni. Éjszakai tűzmegnyitásnál jelentős segítséget nyújt a célleküzdésben.
Amennyiben alkalmazzák, egy tölténytárnyi, -hevedernyi lőszerjavadalmazásban jellemzően minden ötödik élestöltény fényjelzős. Szakasz- és rajparancsnokok egyes esetekben a teljes tárukat fényjelző tölténnyel töltik meg, hogy képesek legyenek megjelölni a leküzdendő célt katonáik számára. Néha egy lőszerjavadalmazás utolsó két-három lőszere is fényjelzős, ezzel jelezve a lövésznek, hogy hamarosan ki fog fogyni a lőszerből.
A fényjelző lövedékek a pirotechnikai elegynek köszönhetően a becsapódáskor lángra lobbanthatnak éghető anyagokat. Az elegy égési ideje jellemzően 5-10 másodperc.
A fényjelző lőszer nem összetévesztendő a nyomjelző lőszerrel, amely lövedékfenékrészébe füstöt képző pirotechnikai elegy kerül beépítésre. Ezzel a lövedék röppályája szélcsendes időben néhány percig látható marad. Ezt az elegyet is az elégő lőportöltet gyújtja be, azonban annak kialakítása miatt a nyomjelző lövedék jelentős rombolóerővel nem bír. Fényjelző pirotechnikai elegy csak élestöltény lövedékébe szerelhető.

## Története

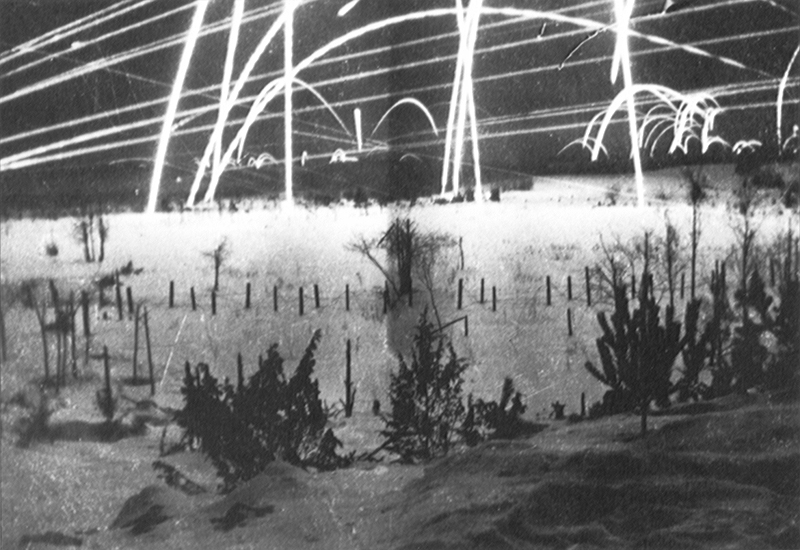
Fényjelző lőszerek a finn–szovjet határon a téli háború idején

A fényjelző lőszerek kifejlesztése előtt a lövészek csak a lövedékek becsapódására támaszkodhattak, hogy helyesbítsenek a célzáson. Azonban ezek a becsapódások nem voltak mindig láthatóak. A korai 20. században, a fegyverzeti mérnökök kifejlesztették az úgynevezett „spotlight” (célmegjelölő) lövedékeket, amelyek képesek voltak fényvillanásra, vagy füstfelhő képezésére a becsapódást követően. Azonban ezek a lövedékek megsértették a Hágai Egyezmény „robbanó lövedékek” használatára vonatkozó tilalmát. Ez a stratégia ugyanakkor vadászrepülőknél hasztalan volt, mivel semmi sem jelezte a röppályát, ha elvétették a célt. A mérnökök kifejlesztettek egy másfajta lövedéktípust is, amelyik képes volt fehér füstcsíkot húzni maga után. Azonban ezek a konstrukciók rendkívül nagy tömegveszteséggel jártak, hogy kielégítő füstcsíkot hozzanak létre. A lövedék kül- és célballisztikáját nagymértékben rontotta az útközben fellépő tömegveszteség.
Az Egyesült Királyság volt az első, aki 1915-ben kifejlesztette majd rendszeresítette a .303 kaliberű fényjelző lőszereket. Az Egyesült Államok 1917-ben mutatta be a .30-06 Springfield kaliberű fényjelző lőszerét. A vörös és egyéb színű csúcsvégek bevezetése előtt az amerikaiak a „nyomkövető” lőszerek ládáját befeketítették.
Az ilyen típusú lőszerek hasznosnak bizonyultak a Németország által használt Zeppelin léghajók ellen az első világháború során. Ezeket a léghajókat megfigyelésre és bombázásra is használták. Normál ólom, vagy acélmagvas lövedékkel szerelt lőszereknek csupán annyi hatása volt, hogy lassú gázszivárgást okoztak, azonban a fényjelző lőszerek képesek voltak begyújtani a ballonba betöltött hidrogéngázt és ezáltal gyorsan harcképtelenné váltak a léghajók, égve lezuhantak.
A második világháború során az amerikai haditengerészethez és a tengerészgyalogsághoz tartozó repülőállomány kézifegyverét fényjelző lőszerekkel látták el, amit védekezésre és vészjelzésre használtak.

## Felépítése

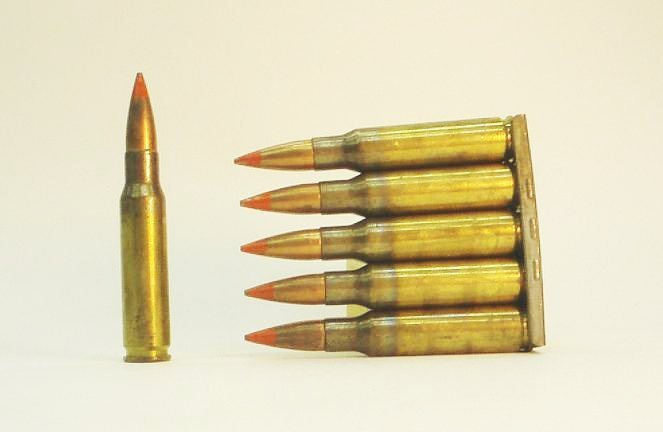
7,62×51mm NATO szabvány szerinti piros csúcsjelzésű fényjelző lőszerek töltőlécben

A fényjelző lőszerek lövedékei lyukas fenéklappal vannak gyártva, a furatot vagy fészket valamilyen, az égése során fényt kibocsátó pirotechnikai anyaggal töltenek meg, többnyire foszfor-, magnéziumtartalmú vagy más fényesen égő kémiai anyaggal. A NATO szabványosított lőszereiben ez többnyire stroncium összetevőjű keveréket jelent (nitrát, peroxid stb.), fémalapú üzemanyaggal vegyítve, mint amilyen a magnézium is. Az ilyen keverék piros fényt bocsát ki. Az orosz és kínai fényjelző lövedékek zöld fényt bocsátanak ki a bárium tartalmú sóknak köszönhetően. Néhány újabb konstrukció olyan összetevőket használ, melyek szabad szemmel nem vagy csak kevéssé láthatóak és többnyire az infravörös tartományban bocsátanak ki fényt, ami csak éjszakai irányzékokkal, készülékkel láthatóak.

## Típusai

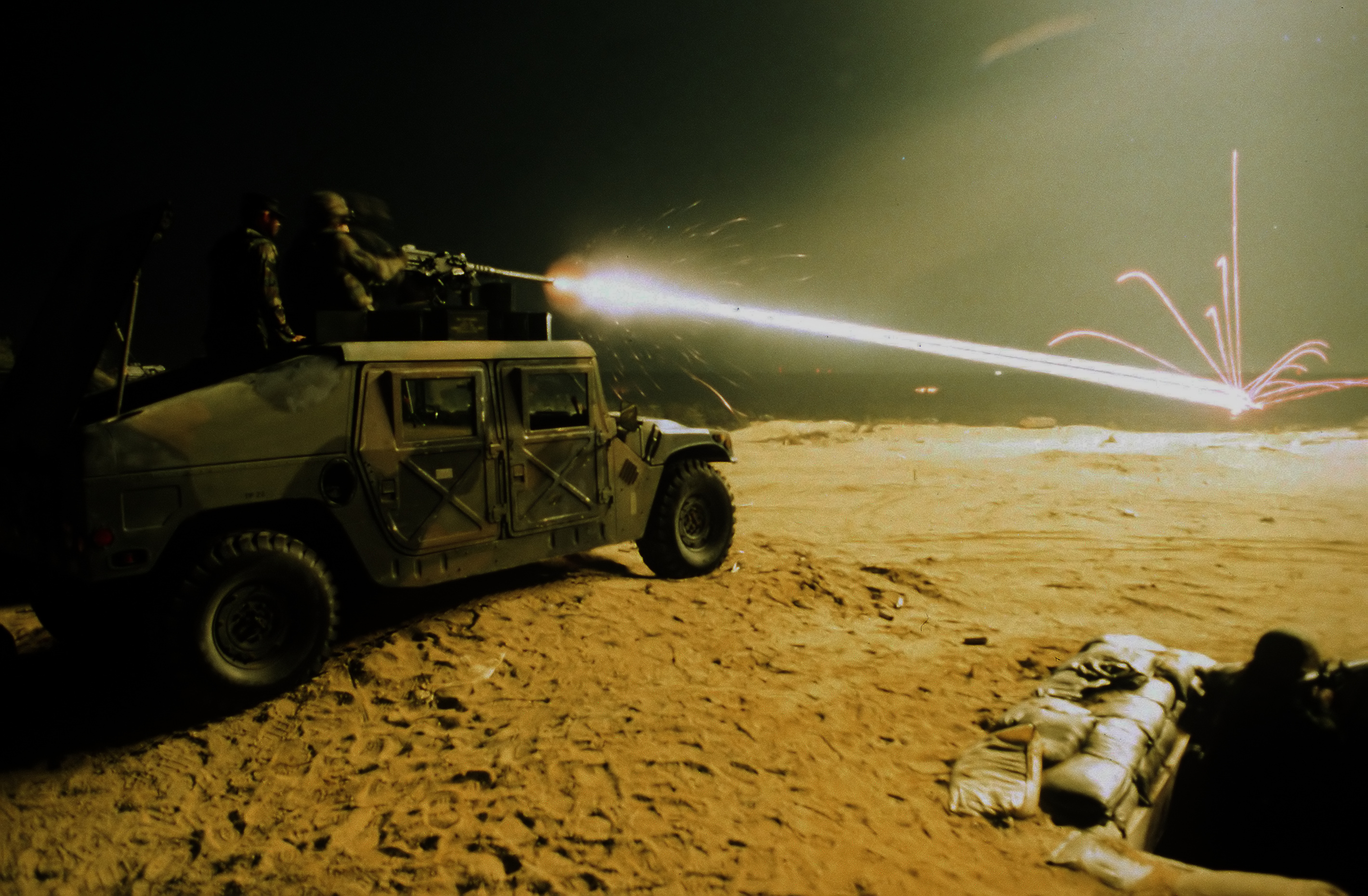
Fényjelző lövedékek kapnak gurulatot egy páncéloson, ahogy a lövész tüzel egy Humvee-re szerelt, .50 kaliberű géppuskával az amerikai Air Mobility Warfare Center kiképző támaszponton

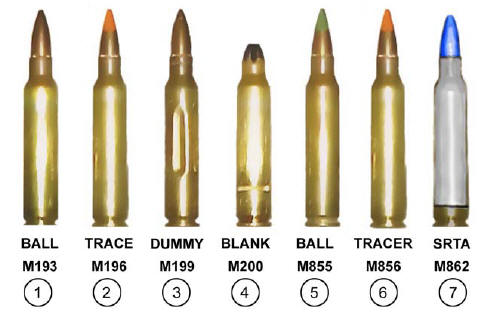
Különböző típusú lőszerek. Jól látható a két piros csúcsvégű fényjelző lőszer: az M196 és az M856

A fényjelző lőszereknek három típusát különböztetik meg: fényes (bright), késleltetett (subdued) és fénytelen (dim). A fényes fényjelző az általánosan elterjedt típusú. Ez azonnal égni kezd a csőtorkolat elhagyását követően. Hátránya, hogy felfedi az ellenségnek a lövész helyzetét, és ahogy egy katonai mondás tartja „a fényjelző lőszerek mindkét irányba működnek”. A fényes fényjelzők mindemellett az éjszakai irányzékokat is működésképtelenné teszik egy időre, használatukat feleslegesség téve. A késleltetett változatok 100 méter vagy nagyobb távolság után kezdenek teljes fényességgel égni, megelőzve a lövész pozíciójának felfedését. A fénytelen változatok nagyon halványan égnek csak, de tisztán láthatóak éjszakai irányzékokon keresztül.
M1963,56 gramm (55 grain) tömegű lövedékkel felszerelt gyakorló lőszer az 5,56 mm-es fegyverekbe. Piros csúcsvégű és 450 méterig (500 yard) képes a fényjelzésre.
M856Szintén az 5,56 mm-es gépkarabélyokban (M16A2/3/4, M4) és golyószórókban (M249) alkalmazott élestölténytípus. Ez a típusú lőszer egészen 800 méterig képes fényjelzésre és szintén piros csúcsvégű (amennyiben 4 az 1 arányban van összefűzve az M249-essel, akkor narancssárga a csúcsvég). Az M16A1-nél nem alkalmazzák, kivéve szükséghelyzetben és 90 méteres távolságon belül, mivel az M16A1 csövének huzagolása nem elégséges a lövedék stabilizálásához. Az M16A2 gépkarabély huzagolás csavarodása 1 fordulat 7 hüvelyken (azaz kb. 18 cm alatt fordul körbe teljesen a lőszer a fegyver csövében), ezért képes az M856 fényjelző lőszerrel leadott sorozatok stabilizálására (mivel az M856 valamivel hosszabb lövedékű mint az M196).
M25Narancssárga csúcsvégű 7,62 mm-es .30-06 Springfield kaliberű, 145 grammos lőszer, 3,24 gramm (50 grain) IMR 4895 típusú füstmentes lőporral van töltve. A fényjelző elegy R 321 típusú keveréket tartalmaz, ami 16% polivinil-kloridból, 26% magnézium porból és 52% stroncium-nitrátból áll.
M62Szintén narancssárga csúcsvégű, de 7,62×51mm NATO kaliberű, 142 grammos fényjelző lőszer, ami 2,98 grammos (46 grain) WC 846 típusú lőporral van töltve. A fényjelző elegy típusa R 284, ami 17% polivinil-kloridból, 28% magnézium porból és 55% stroncium-nitrátból áll (ugyanezt használják az M196 lőszernél is).
M276Lila csúcsvégű fénytelen fényjelző lőszer, ez R 440 típusú fényjelző elegyet tartalmaz, ami bárium-peroxidból, stroncium-peroxidból a kalcium valamilyen sójából és magnézium-karbonátból áll.
Léteznek olyan fényjelző elegyek, amelyek elsősorban infravörös tartományban bocsátanak ki sugárzást, kifejezetten éjszakai bevetésekhez, éjszakai irányzékokhoz. Példa egy ilyen keverékre a bór, kálium-perklorát, nátrium-szalicilát, vas-karbonát vagy magnézium-karbonát (mint égésgátló) és egyéb kötőanyag. Számos változata létezik.

## Egyéb felhasználás

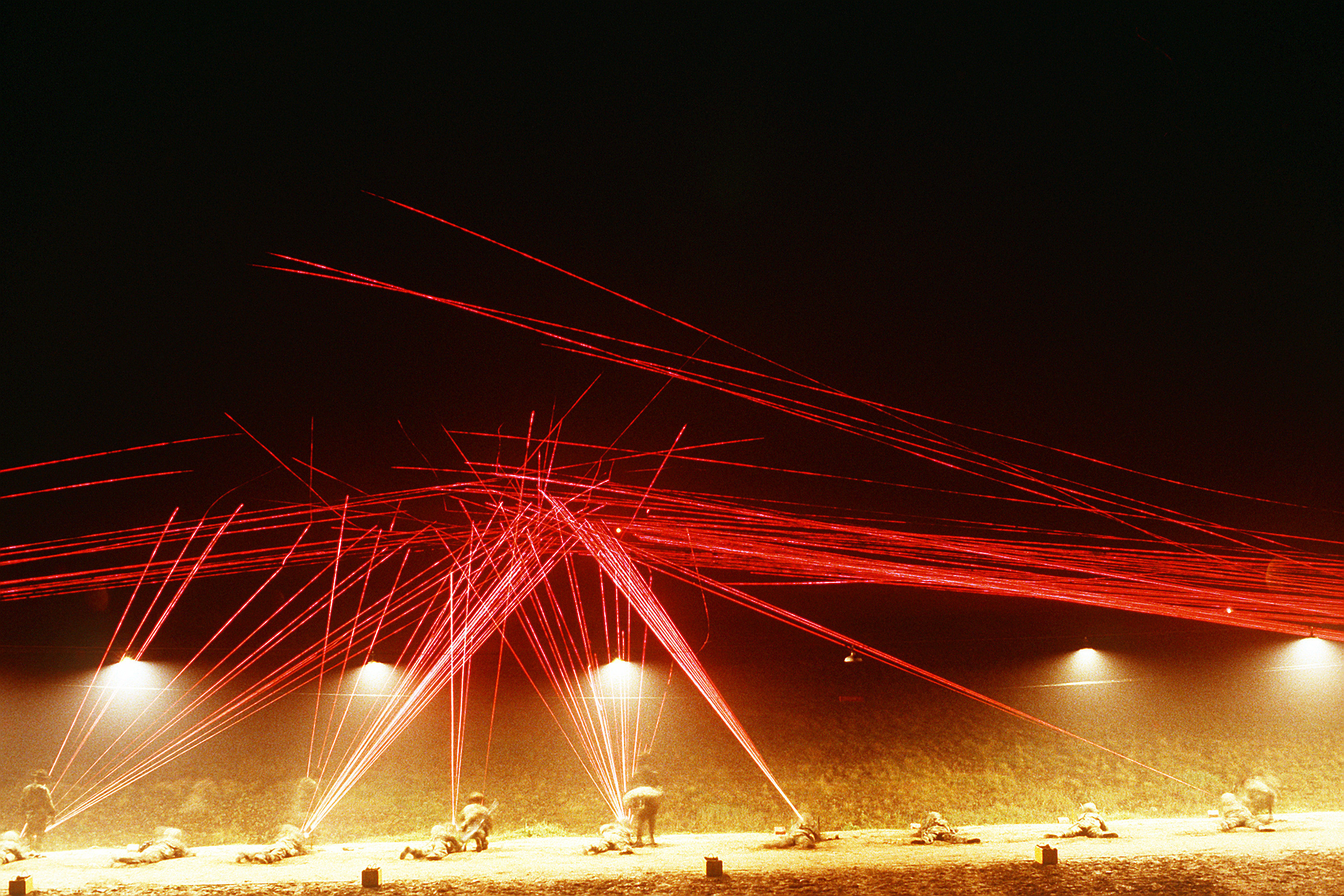
Fényjelző lövedékek világítják meg az éjszakai égboltot a pendeltoni tengerészgyalogos kiképző bázison, miközben az újoncok az éjszakai lőgyakorlat során a célpontok támadását gyakorolják

A fényjelző lőszerek, bizonyos célok esetén, felhasználhatóak közvetlen tüzelésre, mivel láthatóak a többi harcoló számára. Használatának hátránya, hogy felfedi a tüzelő pozícióját, mivel a fényjelző lövedék útvonala visszavezethető a tüzelőhöz. Annak érdekében, hogy ez minél nehezebb legyen, a mai modern fényjelzőkben található egy késleltető elem, aminek következtében ezek a lövedékek a csőtorkolattól távolabb lépnek csak működésbe. A célballisztikai tulajdonságaik hasonlóak a hagyományos ólom, vagy acélmagvas lövedékekéhez, azonban az égés következtében fellépő tömegveszteség miatt a röppályán maradás valamelyest különböző.
Mindamellett, hogy segíti a tüzelőt a közvetlen tüzelésben, a fényjelző lőszereket töltik a tölténytár alsó, kezdő lőszereként is, ezáltal emlékeztetve a lövészt, hogy a tár kiürül. Ez különösen hasznos az olyan fegyvereknél, ahol a zárat nincs ami megakasztaná, miután az utolsó a lőszer is elhasználásra került (ilyen pl. az AK-47). A II. világháború során, a szovjet légierőnél szintén bevett gyakorlat volt a töltényhevederek utolsó helyeiben fényjelző lőszerek használata. Egy hátránya volt ennek a gyakorlatnak, hogy az ellenség figyelmét felhívta arra, hogy a pilóta vagy aki a fegyvert kezelte, hamarosan javadalmazása végéhez ér. A szárazföldi erőknél ez jellemzően nem jelentett harcászati előnyt az ellenfél számára, miután a katona, akinek így kifogyott a lőszerkészlete, betanított kiáltásokkal figyelmeztette lövésztársait a tárcserére. Ekkor az ellenfélnek kockáztatnia kellett, hogy felfedi magát és az újratöltő lövész körzetében növeli a tűzsűrűséget. A modern sugárhajtású repülőgépek az ellenség pusztítására főként a irányított rakétákat és bombákat alkalmaznak, a beépített csöves tűzfegyverzet csak kiegészítő fegyverzetté vált. Ezeknek a, jellemzően, fedélzeti gépágyúknak azonban olyan nagy a tűzgyorsasága, hogy az alkalmazott fényjelző lőszerek nem befolyásolják az alkalmazott tűzcsapás helyét, a repülőgép és a cél térbeli mozgása miatt sem. A tűzvezetés ezekben az esetekben a fedélzeti radar segítségével történik, a várható becsapódási helyet a tűzvezető számítógép kijelzi céljelként a HUD-ra a pilóta számára, aki úgy irányítja a repülőgépet, hogy a céljel a vélt becsapódást lefedje. Páncélosokban, harckocsikban is alkalmaznak fényjelző lőszerekkel felszerelt géppuskákat, melyek a cél belövésére alkalmasak. Ezek a főfegyverzettel, a harckocsiágyúval párhuzamosítottan vannak beépítve.

## Biztonsági előírások
Az Egyesült Királyságban fényjelző lőszereket csak a helyi, Nemzeti sportlövő egyesület (National Rifle Association of the United Kingdom, NRA) által működtetett lőtereken lehet használni, mivel fokozottan tűzveszélyesek. Jogosulatlan használata büntetést von maga után, melynek mértéke a szolgálatban lévő lövészetvezető mérlegelésre van bízva. Alapvetően a fényjelző lőszerek használata csak hadgyakorlatokon engedélyezett.
2009 júliusában hatalmas tűz ütött ki a franciaországi Marseille-ben fényjelző lőszerek miatt. A nyár közepi száraz, bokros vegetáció kigyulladt, ilyen típusú lőszert nem lett volna szabad használni.
2013. február 24-én tűz ütött ki a dallas-i DFW Gun Club-nál (Texas), amit az épületen belüli fényjelző lőszerek használata okozott.

## Fordítás
- Ez a szócikk részben vagy egészben  a   Tracer ammunition című angol Wikipédia-szócikk ezen változatának fordításán alapul.  Az eredeti cikk szerkesztőit annak laptörténete sorolja fel. Ez a jelzés csupán a megfogalmazás eredetét és a szerzői jogokat jelzi, nem szolgál a cikkben szereplő információk forrásmegjelöléseként.

- Hadtudományi lexikon II. (M–Zs). Főszerk. Szabó József. Budapest: Magyar Hadtudományi Társaság. 1995. 1079. o. ISBN 963-04-5226-X